# 宇宮神社
宇宮神社（うのみやじんじゃ）は、埼玉県南埼玉郡宮代町の神社。

## 歴史
創建年代は不明である。ただ江戸時代後期の地誌『新編武蔵風土記稿』によれば、境内に「元亨三年（1323年）」の銘が入った古碑があったということから、その頃に創建されたものとしている。なお、この古碑は現存していない。
文明16年（1484年）に再建されたという伝承がある。同県久喜市の鷲宮神社と同じ天穂日命を祭神とし、当地が鷲宮神社の社領であったことから、中世に鷲宮神社から分霊を勧請したものと推測される。隣にあった「本覚院」が別当寺であった。本覚院は本山派修験道の寺院であったが、明治初期の神仏分離により、廃寺に追い込まれた。
1873年（明治6年）、近代社格制度に基づく「村社」に列せられた。

## 交通アクセス
- 和戸駅より徒歩15分。